# 11818 Ulamec
11818 Ulamec è un asteroide della fascia principale. Scoperto nel 1981, presenta un'orbita caratterizzata da un semiasse maggiore pari a 2,9949066 UA e da un'eccentricità di 0,0968807, inclinata di 0,81672° rispetto all'eclittica.